# Колви, Кип
Кип Уо́ррен Ко́лви II (англ. Kip Warren Colvey II; 15 марта 1994, Лихуэ, Гавайи, США) — новозеландский футболист, левый защитник. Выступал за сборную Новой Зеландии.

## Карьера

### Молодёжная карьера
Между 2012 и 2015 годами Колви выступал за университетскую команду Политехнического университета штата Калифорния. Во время летних межсезоний в колледжах 2013 и 2014 годов он также играл за клуб «Вентура Каунти Фьюжн» в Premier Development League, четвёртом дивизионе.

### Клубная карьера
19 января 2016 года на Супердрафте MLS Кип был выбран под 49-м номером клубом «Сан-Хосе Эртквейкс». Клуб заключил с ним контракт 4 марта, 13 марта он дебютировал за «Квейкс», отыграв все 90 минут в матче с «Портленд Тимберс». Колви отдавался в аренды в аффилированные с «Эртквейкс» клубы USL: в сезоне 2016 — в «Сакраменто Рипаблик», в сезоне 2017 — в «Рино 1868». По окончании сезона 2017 «Сан-Хосе Эртквейкс» не стали продлевать контракт с игроком.
13 декабря 2017 года на Драфте отказов MLS Колви был выбран клубом «Колорадо Рэпидз», чьим главным тренером был назначен Энтони Хадсон, перед этим тренировавший сборную Новой Зеландии. Его дебют в «Рэпидз» состоялся 7 апреля 2018 года в матче против «Далласа». 13 июля Колви был отдан в аренду в клуб USL «Колорадо-Спрингс Суитчбакс». За «Суитчбакс» он дебютировал 14 июля в матче против «Сакраменто Рипаблик». По окончании сезона 2018 «Колорадо Рэпидз» не стали продлевать контракт с Колви.
В ноябре 2018 года Кип Колви объявил о завершении футбольной карьеры.

### Международная карьера
12 мая 2016 Колви был включён в заявку сборной Новой Зеландии на матчи Кубка наций ОФК 2016. Дебютировал за «Олл Уайтс» он 27 мая в победной игре со сборной Фиджи.
В составе сборной Новой Зеландии Колви участвовал в Кубке конфедераций 2017. На турнире он сыграл в одном матче — в матче открытия против сборной России 17 июня.

## Статистика выступлений

### Клубная
| Выступление                         | Выступление      | Выступление      | Лига | Лига | Плей-офф | Плей-офф | Кубок | Кубок | ЛЧ КОНКАКАФ | ЛЧ КОНКАКАФ | Итого | Итого |
| Клуб                                | Лига             | Сезон            | Игры | Голы | Игры     | Голы     | Игры  | Голы  | Игры        | Голы        | Игры  | Голы  |
| ----------------------------------- | ---------------- | ---------------- | ---- | ---- | -------- | -------- | ----- | ----- | ----------- | ----------- | ----- | ----- |
| Сан-Хосе Эртквейкс                  | MLS              | 2016             | 4    | 0    | —        | —        | 0     | 0     | —           | —           | 4     | 0     |
| Сан-Хосе Эртквейкс                  | MLS              | 2017             | 0    | 0    | —        | —        | 1     | 0     | —           | —           | 1     | 0     |
| Сан-Хосе Эртквейкс                  | Итого            | Итого            | 4    | 0    | —        | —        | 1     | 0     | —           | —           | 5     | 0     |
| Сакраменто Рипаблик (аренда)        | USL              | 2016             | 6    | 0    | —        | —        | —     | —     | —           | —           | 6     | 0     |
| Сакраменто Рипаблик (аренда)        | Итого            | Итого            | 6    | 0    | —        | —        | —     | —     | —           | —           | 6     | 0     |
| Рино 1868 (аренда)                  | USL              | 2017             | 10   | 0    | 0        | 0        | —     | —     | —           | —           | 10    | 0     |
| Рино 1868 (аренда)                  | Итого            | Итого            | 10   | 0    | 0        | 0        | —     | —     | —           | —           | 10    | 0     |
| Колорадо Рэпидз                     | MLS              | 2018             | 3    | 0    | —        | —        | 0     | 0     | 0           | 0           | 3     | 0     |
| Колорадо Рэпидз                     | Итого            | Итого            | 3    | 0    | —        | —        | 0     | 0     | 0           | 0           | 3     | 0     |
| Колорадо-Спрингс Суитчбакс (аренда) | USL              | 2018             | 3    | 0    | —        | —        | —     | —     | —           | —           | 3     | 0     |
| Колорадо-Спрингс Суитчбакс (аренда) | Итого            | Итого            | 3    | 0    | —        | —        | —     | —     | —           | —           | 3     | 0     |
| Всего за карьеру                    | Всего за карьеру | Всего за карьеру | 26   | 0    | 0        | 0        | 1     | 0     | 0           | 0           | 27    | 0     |

Источники: Soccerway, Transfermarkt, MLSsoccer.com

### Международная
| Команда        | Год   | Игры | Голы |
| -------------- | ----- | ---- | ---- |
| Новая Зеландия |       |      |      |
| 2016           | 7     | 0    |      |
| 2017           | 8     | 0    |      |
| Всего          | Всего | 15   | 0    |

Источник: National Football Teams

## Достижения
Командные
 сборная Новой Зеландии
- Обладатель Кубка наций ОФК: 2016